# Геосистема
Геосистема (др.-греч. γε,  - Земля и др.-греч. σύστημα,  - целое, составленное из частей) — фундаментальная категория географии и геоэкологии, обозначающая совокупность взаимосвязанных компонентов географической оболочки, объединённых потоками вещества, энергии и информации. Поскольку географические науки занимаются вопросами взаимодействия компонентов природной среды, существует довольно много понятий, близких к понятию геосистемы. В целом, это понятие очень близко к определению биогеоценоза.
Понятие «геосистема» в советскую науку ввёл академик В. Б. Сочава. Первоначально этот термин использовался только для обозначения природных территориальных систем, в настоящее время он применяется для обозначения социально-экономических и природно-общественных пространственных систем.

Геосистема — относительно целостное территориальное образование, формирующееся в тесной взаимосвязи и взаимодействии природы, населения и хозяйства, целостность которого определяется прямыми, обратными и преобразованными связями, развивающимися между подсистемами геосистемы.
Каждая система обладает определенной структурой, которая формируется из элементов, отношений между ними и их связей с внешней средой. Элемент — это основная единица системы, выполняющая определенную функцию. В зависимости от масштаба («уровня разрешения»), элемент на определенном уровне представляет собой неделимую единицу. При увеличении уровня разрешения исходный элемент утрачивает свою автономность и становится источником элементов новой системы (подсистемы). Такой подход наиболее важен в географии, оперирующей территориальными системами разных масштабов.
Геосистемы – это природно-географические единства всех возможных категорий, от планетарной геосистемы (географической оболочки) до элементарной геосистемы (физико-географической фации)

## Масштаб геосистем
Выделяют три уровня геосистем:
- Глобальная геосистема (синоним географической оболочки).
- Региональная геосистема представляет собой наиболее дробное подразделение географической оболочки, которое достаточно полно характеризует местные особенности структуры географической среды. По масштабу и конфигурации соответствует ландшафту;
- Локальная геосистема, представляющие собой относительно недолговечный, быстро трансформирующиеся комплекс, внутри которого природные условия практически однородны. Соответствует физико-географической фации.